# Adalbert Begas

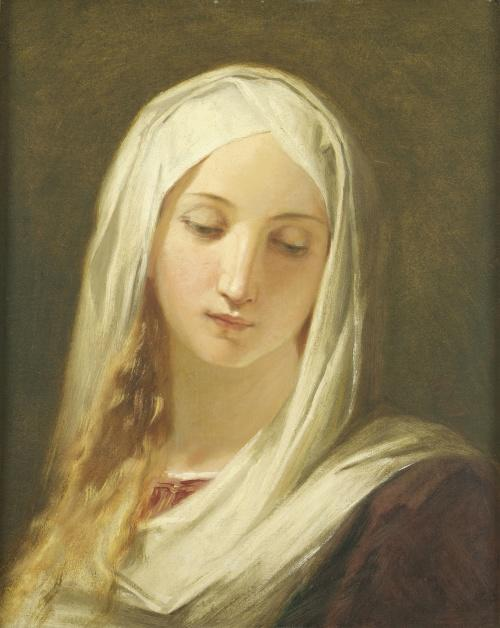
Adalbert Begas: Madonna mit gesenktem Blick, 1881 (Begas Haus, Museum für Kunst und Regionalgeschichte Heinsberg)

Adalbert Begas (* 8. März 1836 in Berlin; † 21. Januar 1888 in Nervi bei Genua) war ein deutscher Maler.

## Leben
Adalbert Begas war der dritte Sohn von Carl Joseph Begas d. Ä., der sich für einen Künstlerberuf entschied. Aufgrund seiner zeichnerischen Fähigkeiten bewog ihn sein Vater, sich zum Kupferstecher ausbilden zu lassen. Er erlernte diese Technik fünf Jahre an der Berliner Akademie der Künste bei Professor Gustav Lüderitz. Insbesondere seine 1858 in Schabkunstmanier ausgeführte Platte nach dem Selbstbildnis seines Vaters aus dem Jahre 1848 (WVZ Nr. 186, Abb. 58) zeigt seine künstlerische Fähigkeit in dieser Technik. Im darauf folgenden Jahr ging Adalbert Begas zur Vervollkommnung seiner Ausbildung nach Paris. Durch das dort aufgenommene Studium der Malerwerke alter Meister beeinflusst, entschied er sich nach seiner Rückkehr nach Berlin, Maler zu werden. 1862 folgte er seinem Bruder Reinhold an die Kunstschule in Weimar, wo er in das Atelier Arnold Böcklins eintrat. Im folgenden Jahr begab er sich zu künstlerischen Studien nach Italien, wo 1864, beeinflusst durch italienische Madonnenbilder, sein Gemälde Mutter und Kind (heute in der Nationalgalerie Berlin) entstand. Nach Berlin zurückgekehrt, arbeitete Adalbert Begas als Porträtmaler. Sein größtes Interesse galt jedoch poetisch-träumerischen Genredarstellungen und allegorisch-idealisierten weiblichen Gestalten. Eines seiner bedeutendsten Werke ist ein 1872 entstandenes lebensgroßes Bildnis eines schönen jungen Mädchens in Tracht als Personifizierung des „Volksliedes“. 
Im Jahr 1877 heiratete Adalbert Begas in Berlin die Landschafts-, Architektur- und Stilllebenmalerin Luise von Parmentier. Gemeinsam reiste das Ehepaar häufig nach Italien, besonders häufig nach Capri und Venedig. Insbesondere die Aufenthalte in Venedig inspirierten Adalbert Begas zu realistischen genrehaften Szenen in venezianischem Kolorit. Adalbert Begas starb 1888 auf einer dieser Italienreisen bei Genua an einem Lungenleiden.
Nach ihm ist der Begaswinkel in Berlin-Tiergarten benannt, wo er sein Atelier hatte.

## Werke (Auswahl)
- Mutter und Kind, 1864, Öl auf Leinwand, 75 × 62 cm, Staatliche Museen zu Berlin, Nationalgalerie, Inv.-Nr. A I 26
- Bildnis Margarethe Begas, 1865, Öl auf Leinwand, 68,5 × 53 cm, Stiftung Stadtmuseum Berlin, Inv.-Nr. GEM 76/1
- Bildnis einer unbekannten Dame mit Kamelie, 1871, BEGAS HAUS, Museum für Kunst und Regionalgeschichte Heinsberg, Dauerleihgabe aus Privatbesitz
- Madonna mit gesenktem Blick, 1881, Öl auf Holz, BEGAS HAUS, Museum für Kunst und Regionalgeschichte Heinsberg, Inv.-Nr. AB 1
- Die Frau des Künstlers (Venus bei der Toilette), 1884, Öl auf Leinwand, Schweinfurt, Museum Georg Schäfer
- Dame mit Rose und Schleier, 1884, Öl auf Leinwand, 52,5 × 37,2 cm, Staatliche Museen zu Berlin, Nationalgalerie, Inv.-Nr. A III 670
- Küstenlandschaft bei Nervi mit Befestigungsanlagen. Abendstimmung, Öl auf Leinwand.[2]
- A Greek Beauty. 1865. Öl auf Leinwand.[3]
- Die heilige Cäcilie an der Orgel.[4]